# Chuck Taylor
Charles "Chuck" Hollis Taylor, född den 24 juni 1901 i Azalia i Indiana, död den 23 juni 1969 i Port Charlotte i Florida, var en amerikansk basketspelare och affärsman. Han blev ett känt ansikte då han gjorde reklam för de populära basketskorna Chuck Taylor All-Stars.